# Коккола-Пиетарсаари (аэропорт)
Аэропорт Коккола-Пиетарсаари (швед. Karleby-Jakobstad flygplats; фин. Kokkola-Pietarsaaren lentoasema) или Коккола-Пиетарсаари/Круунупюю (ИАТА: KOK, ИКАО: EFKK) находится в Крунупю, Финляндия, примерно в 19 км к югу от центра города Коккола и примерно в 30 км к северо-востоку от центра города Якобстад. Принимает регулярные рейсы, осуществляемые Flybe, действующему по код-шерингу с Finnair. Финнэйр прекратил собственные рейсы в Коккола-Пиетарсаари 29 октября 2010 г. Зимой также используется для чартерных рейсов авиакомпаниями юга Европы. В аэропорту две взлётно-посадочных полосы.
В 2010 г. через аэропорт прошло примерно 80 тыс. пассажиров.
До 1-го марта 2010 г. аэропорт назывался Круунупюю или Кронобю.

## Статистика
| Год  | Внутренние направления | Международные направления | Всего пассажиров | Изменение |
| ---- | ---------------------- | ------------------------- | ---------------- | --------- |
| 2005 | 84,548                 | 13,967                    | 98,515           | −0.8 % ▼  |
| 2006 | 85,798                 | 12,378                    | 98,176           | −0.3 % ▼  |
| 2007 | 84,615                 | 11,402                    | 96,017           | −2.2 % ▼  |
| 2008 | 88,008                 | 10,315                    | 98,323           | +2.2 % ▲  |
| 2009 | 81,634                 | 10,563                    | 92,197           | −6.2 % ▼  |
| 2010 | 76,979                 | 3,202                     | 80,181           | −13.0 % ▼ |
| 2011 | 87,384                 | 7,300                     | 94,684           | +18.1 % ▲ |